# 이나기나가누마역
이나기나가누마역(일본어: 稲城長沼駅, いなぎながぬまえき)은 일본 도쿄도 이나기시에 있는 동일본 여객철도(JR 동일본) 난부 선의 철도역이다.

## 역 구조
- 쌍섬식 승강장 2면 4선의 고가역.
- 고가화 공사 전은 상대식 승강장 1면 1선과 섬식 승강장 1면 2선의 계 2면 3선이었다. 2008년 3월 14일까지는 당역 시발 열차는 3번선부터 발차하여 있었으며 다치카와 쪽에 유치선이 있어 낮 및 야간에 열차가 유치되었다. 현재는 폐지되었다.

### 타는 곳
| 1·2 | ■ 난부 선 | 노보리토, 무사시미조노쿠치, 무사시코스기, 가와사키 방면 |
| 3·4 | ■ 난부 선 | 후추혼마치, 부바이가와라, 다치카와 방면                 |

## 이용 상황
2008년도의 1일 평균 승차 인원수는 6,598명이었다.

## 역사
- 1927년 11월 1일 - 난부 철도 노보리토역 - 다이마루 정류소 간의 개통시에 개업.
- 1944년 4월 1일 - 난부 철도의 국유화에 의해 일본국유철도 난부 선의 역이 된다.
- 1987년 4월 1일 - 국철 분할 민영화에 의해 동일본 여객철도의 역이 된다.

## 인접한 역
| 동일본 여객철도 난부 선      | 동일본 여객철도 난부 선 | 동일본 여객철도 난부 선        |
| ---------------------------- | ----------------------- | ------------------------------ |
| JN 17 야노쿠치 가와사키 방면 | 난부 선                 | JN 19 미나미타마 다치카와 방면 |